# Viljandi
Viljandi (en alemán Fellin, en polaco Felin) es una ciudad del sur de Estonia. Ocupa un área de 14,6 km². Según estimaciones para 2007, posee una población de 20 190 habitantes, lo que la coloca en el sexto lugar entre las localidades más pobladas de Estonia. Es la capital del condado de Viljandi, conocido principalmente por sus bellezas naturales y su rica vida cultural. El municipio fue mencionado por primera vez en 1283, cuando le fue otorgado el estatuto de ciudad por Villekinus de Endorpe. 
En el año 2008 Viljandi obtuvo la distinción EDEN, que otorga la Comisión Europea, a uno de los veinte «Mejores destinos de turismo y el patrimonio intangible local».

## Historia

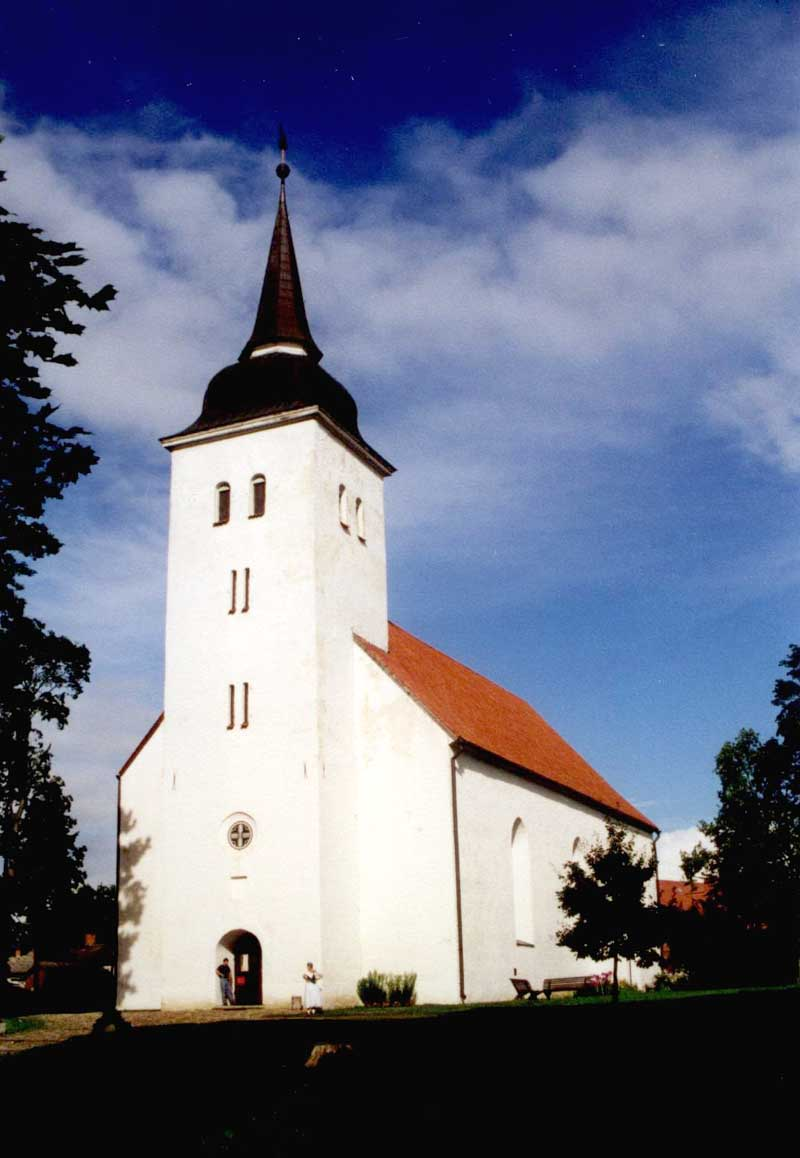
Iglesia de San Juan (Jaani kirik) en Viljandi.

En 1211, el fuerte de la colina de los estonios en Viljandi fue sitiado por un ejército combinado de alemanes, letones y livonios. Los Hermanos Livonios de la Espada capturaron el fuerte en agosto de 1223 de un contingente de rusos, que unieron fuerzas con los insurgentes estonios. El año siguiente, el Gran Maestre Volquin condujo la construcción del castillo al lado del antiguo fuerte. El castillo de Viljandi (Fellin) era uno de los mayores de la región báltica. Era la principal fortificación de la Orden de Livonia y por ello, se eligió a un comandante para que lo administrase a partir de 1248. La fortaleza fue continuamente reconstruida y modernizada a lo largo de los doscientos años siguientes.
En 1283, el municipio recibió la carta de privilegios de ciudad de parte de Villekinus de Endorpe, el maestro de la Orden. Se hizo miembro de la Liga Hanseática a comienzos del siglo XIV y actualmente es uno de los cinco municipios estonios de la Liga.
En 1470, Johann Wolthus von Herse, entonces maestro de la Orden, fijó su residencia en el castillo. En 1481, Iván III de Rusia sitió el castillo, pero no consiguió tomarlo. Sin embargo, durante la Guerra de Livonia, el Principado de Moscú consiguió conquistarlo en 1560. Durante las Guerras polaco-suecas, a comienzos del siglo XVII, el castillo cambió constantemente de dueño y acabó en ruinas. Lo mismo ocurrió con el municipio, que fue destituido de sus privilegios.
Tras la Gran Guerra del Norte, los rusos revocaron la autonomía local hasta 1783, cuando durante las reformas de la Emperatriz Catalina la Grande, Viljandi se convirtió en un distrito. Esto implicó el restablecimento de las leyes municipales de la ciudad. La importancia económica y política de Viljandi comenzó a crecer. La población, tras disminuir en número y riquezas, retomó su crecimiento, con el consiguiente resurgimento de la artesanía, comercio y vida cultural.
El popular periódico de Estonia Sakala fue fundado en Viljandi en 1878.

## Cultura

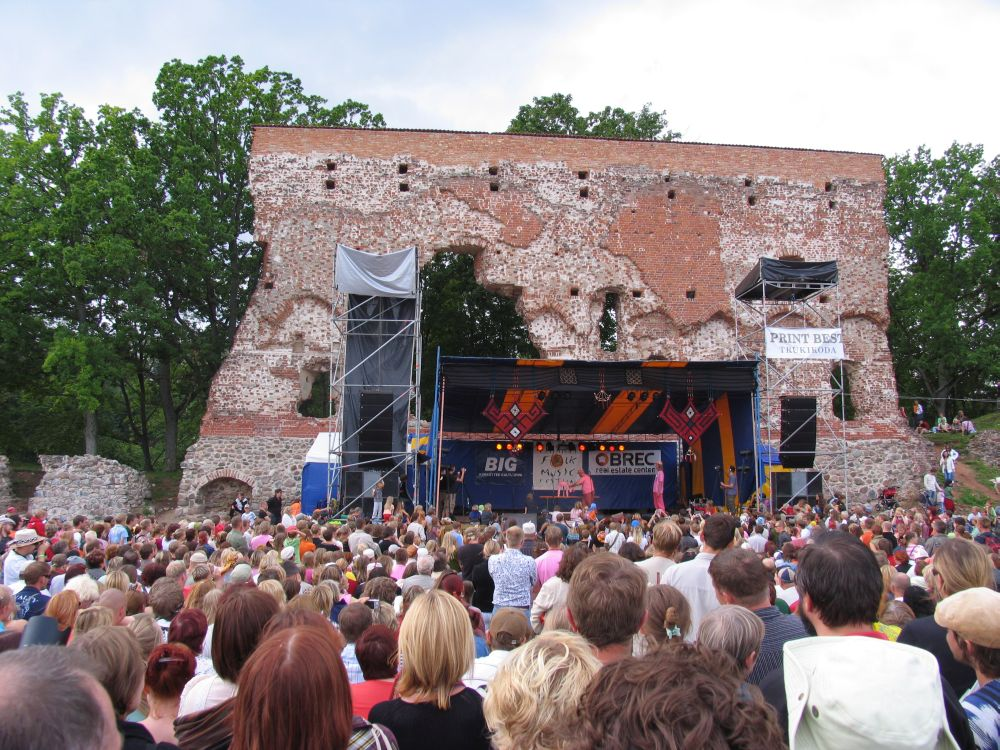
Uno de los conciertos del Viljandi Folk Music Festival, que se realiza en las ruinas del castillo.

Viljandi es considerada por muchos estonios la "capital de la música folclórica", debido a su festival anual de música, el "Viljandi Folk Music Festival", que lo viene organizando desde 1993 el Centro de Música Tradicional Estonia. El festival se celebra durante cuatro días (por lo general a finales del mes de julio) con más de 100 conciertos en las ruinas del castillo e iglesias de Viljandi, así como en varios otros lugares repartidos por el condado de Viljandi. 

## Deportes
El JK Viljandi Tulevik es el equipo de fútbol profesional del municipio. Juega en la principal liga de Estonia, la Meistriliiga. Su estadio es el Viljandi Linnastaadion.

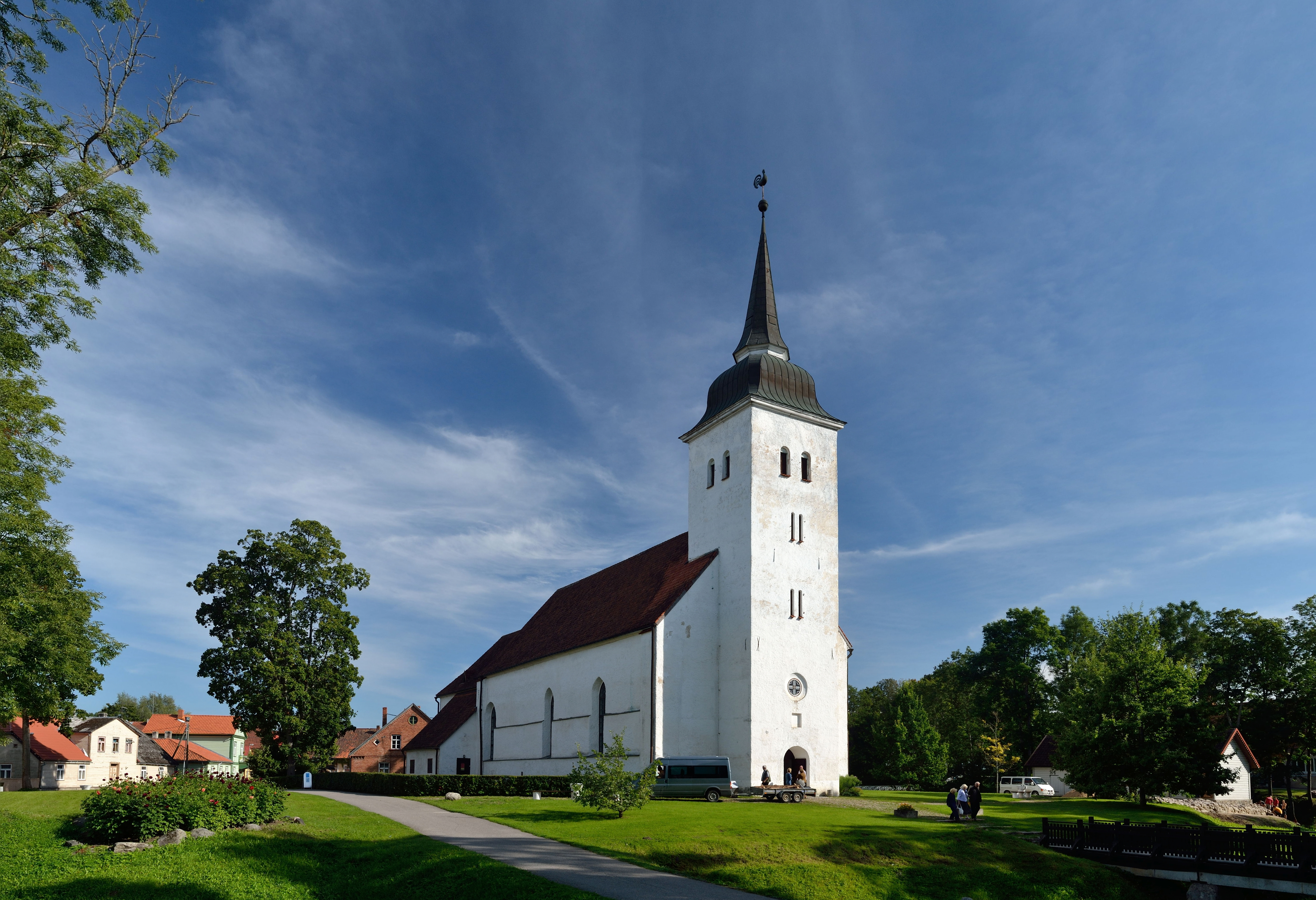
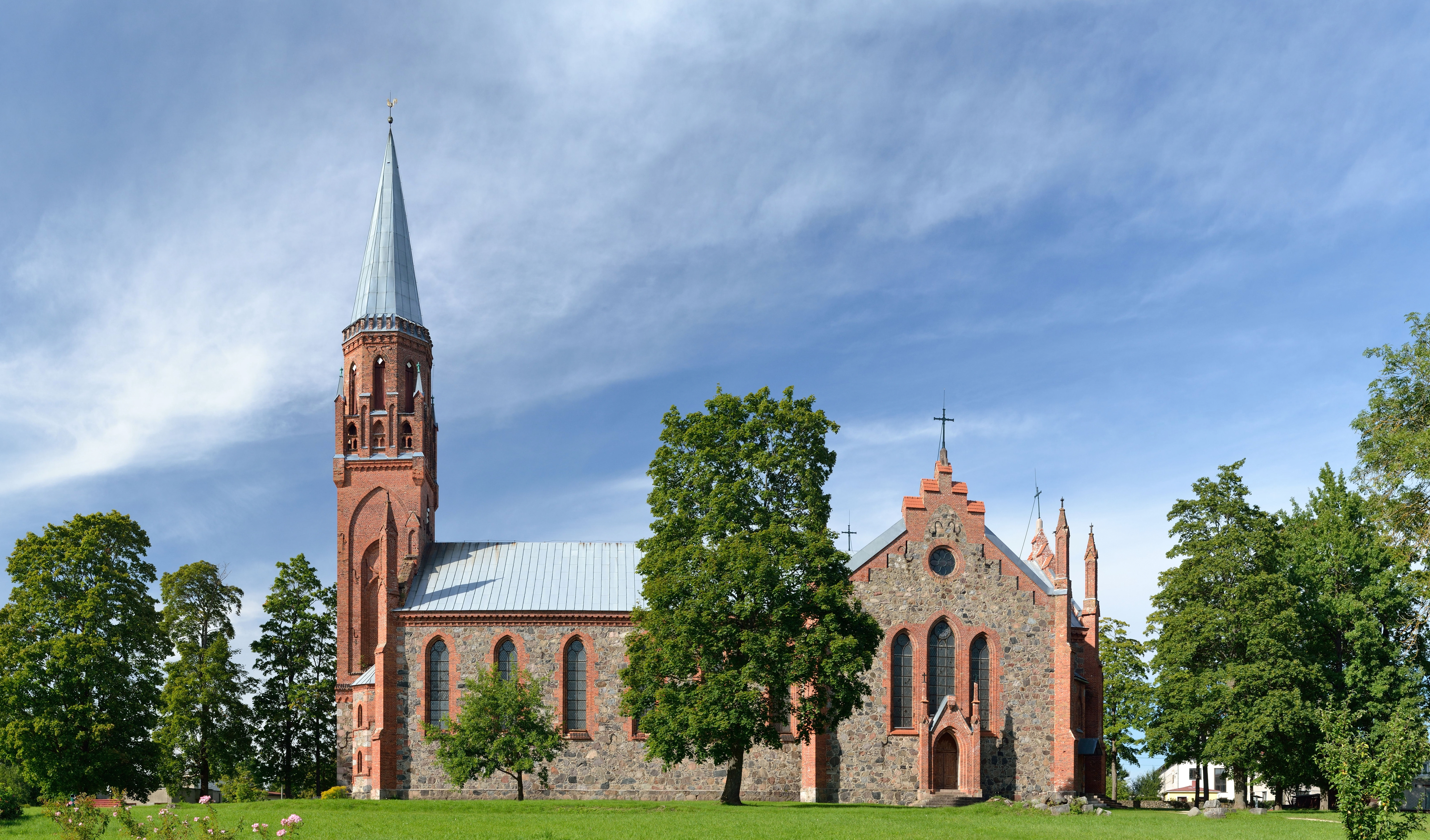
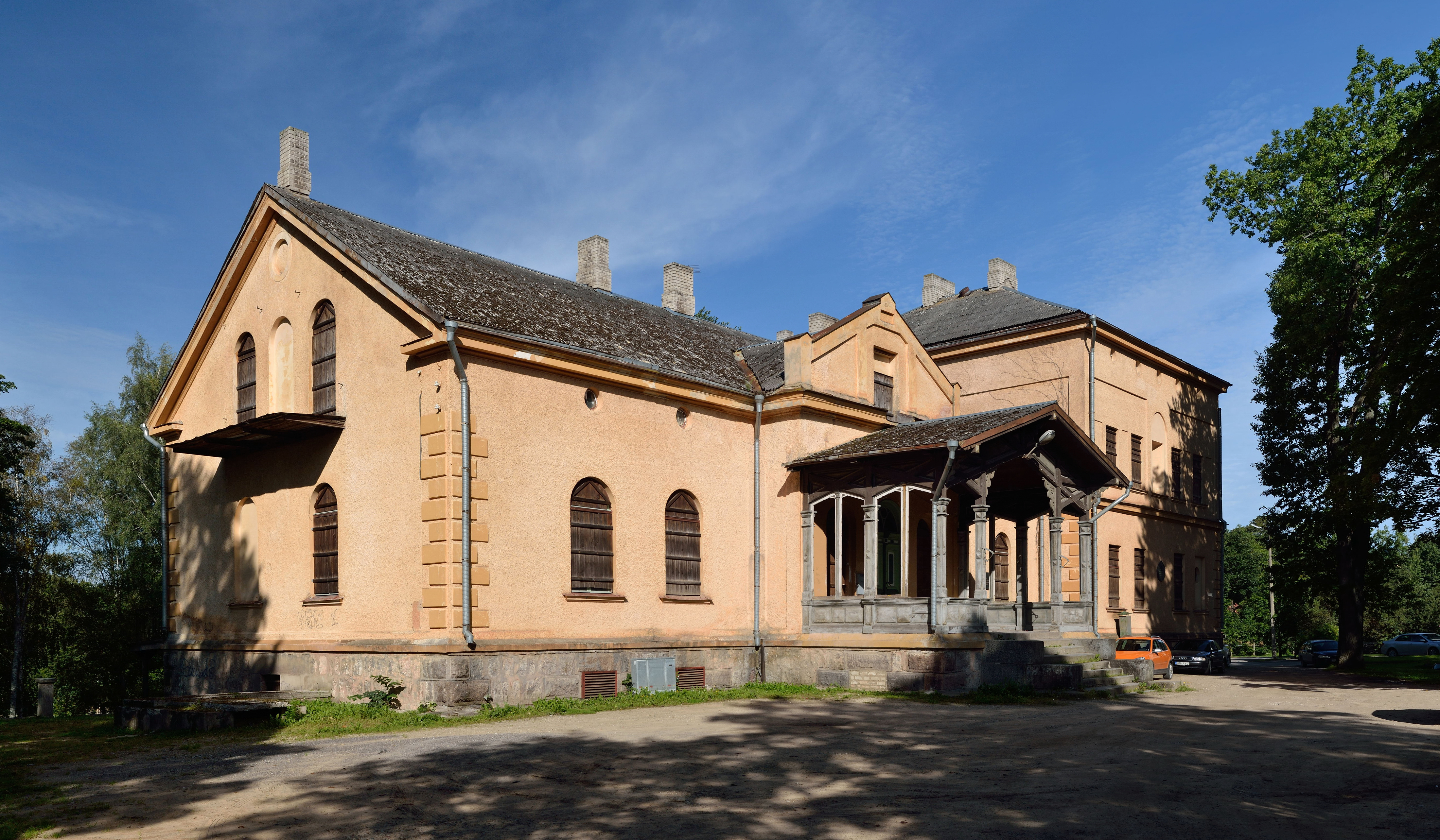
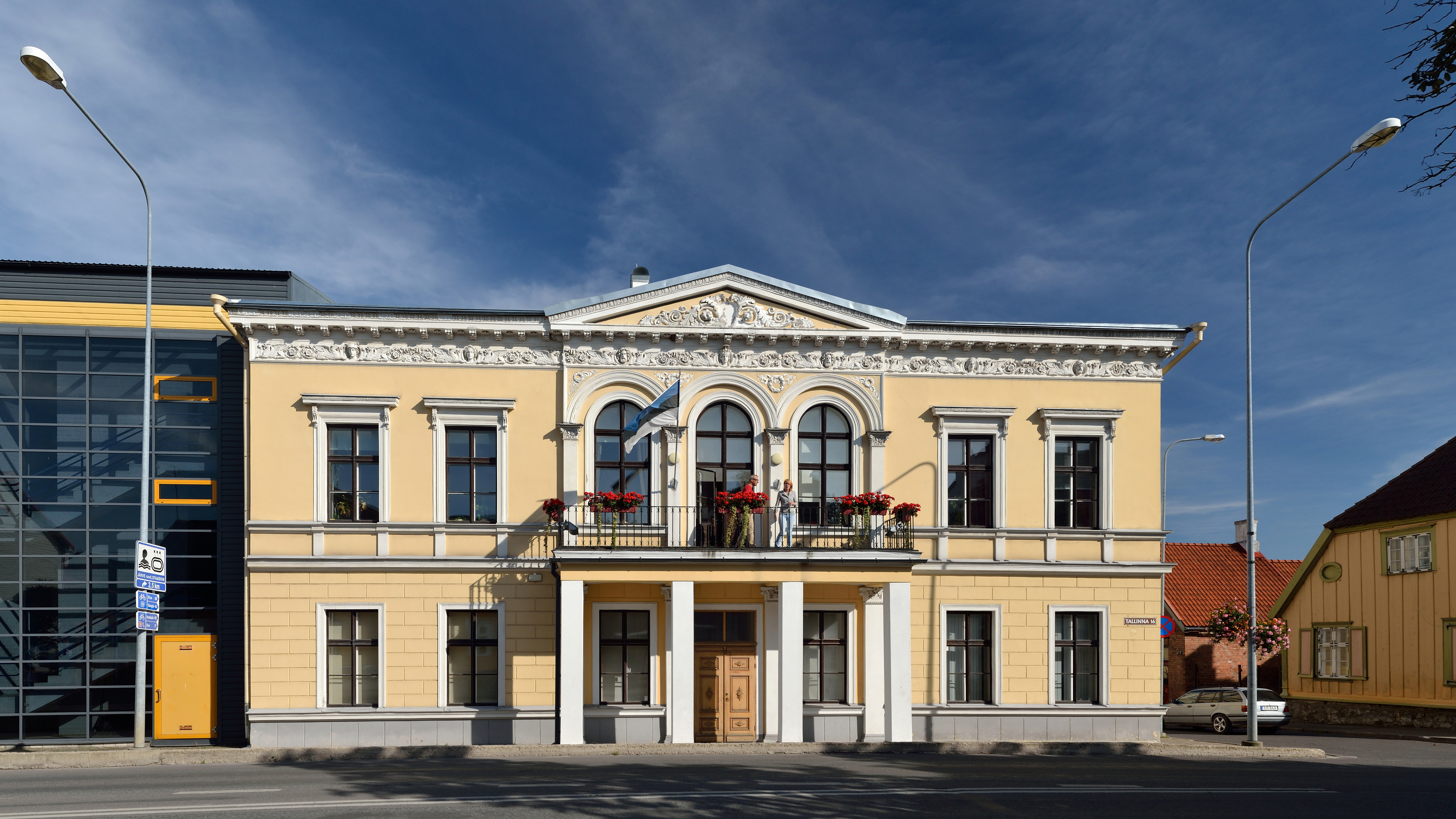
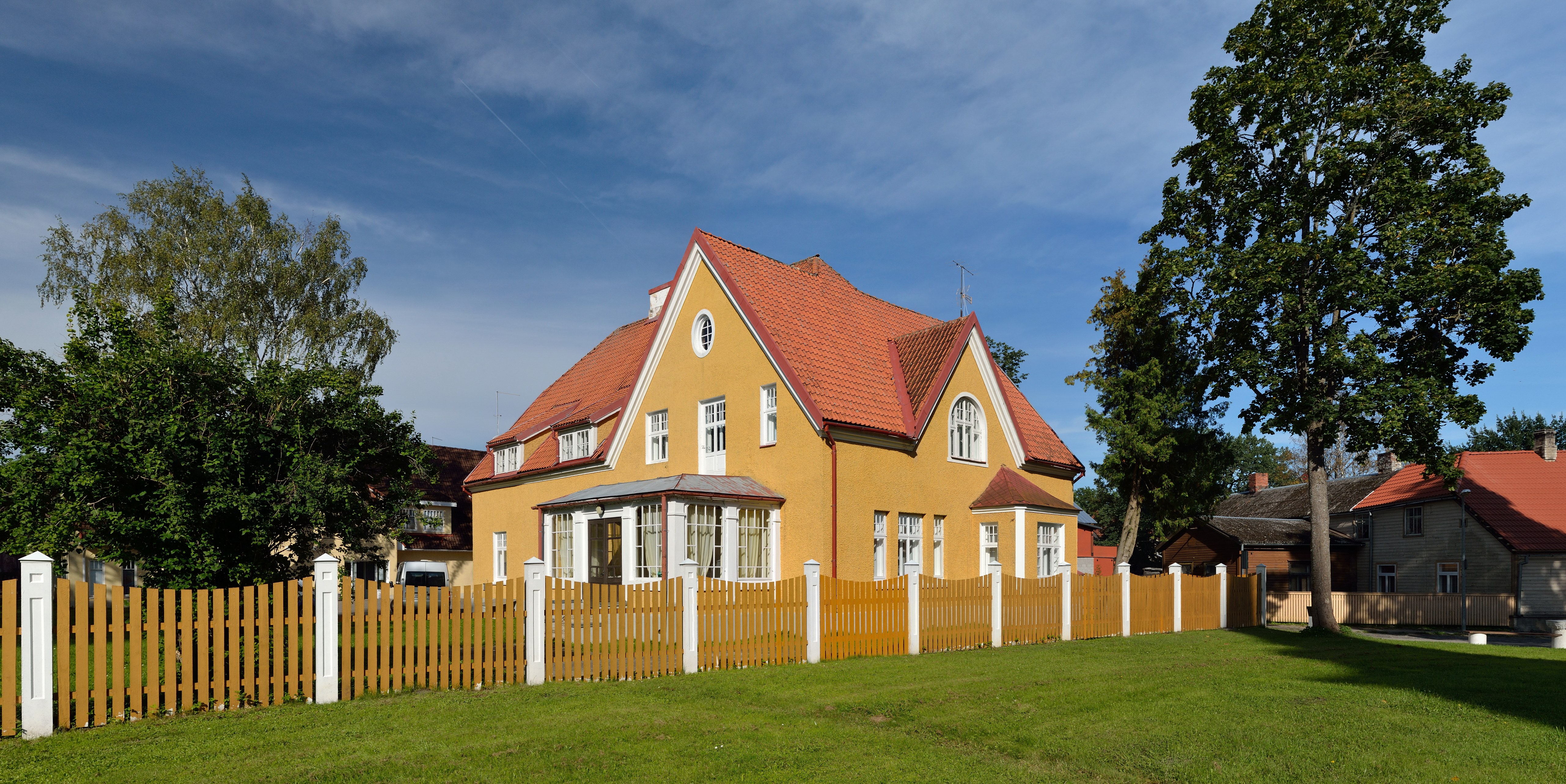